# Sebastian (film, 2024)
Pour les articles homonymes, voir Sebastian.
Ne doit pas être confondu avec Sebastian (film, 2011).
 (décembre 2023).
Si vous disposez d'ouvrages ou d'articles de référence ou si vous connaissez des sites web de qualité traitant du thème abordé ici, merci de compléter l'article en donnant les références utiles à sa vérifiabilité et en les liant à la section « Notes et références ».
Pour plus de détails, voir Fiche technique et Distribution.
Sebastian est un film belgo-britanniquo-finlandais écrit et réalisé par Mikko Mäkelä et sorti en 2024.
Ruaridh Mollica joue le rôle principal de Max.
Le film est présenté en première dans la section « World Cinema Dramatic Competition » au festival du film de Sundance 2024.

## Synopsis
Max, 25 ans, vit à Londres et envisage une carrière d'écrivain. Il souhaite écrire un roman autobiographique et entame une double vie. Sous le pseudonyme de « Sebastian », il devient travailleur du sexe et approfondit sa conscience de soi, libéré des attentes sociales.

## Fiche technique
- Titre original : Sebastian
- Réalisation et scénario : Mikko Mäkelä
- Photographie : Iikka Salminen
- Montage : Arttu Salmi
- Musique : Ilari Heinilä
- Production : James Robert Benjamin Watson
- Pays de production : Finlande, États-Unis, Belgique
- Langues originales : anglais, français
- Format : couleur
- Genre : drame
- Durée : 110 minutes
- Dates de sortie[2] :
  - États-Unis : 21 janvier 2024 (festival de Sundance)
  - États-Unis : 2 août 2024 (sortie limitée)
  - France : 9 avril 2025

## Distribution
- Ruaridh Mollica : Max / Sebastian
- Hiftu Quasem : Amna
- Ingvar Sigurdsson : Daniel
- Jonathan Hyde :
- Lara Rossi : Claudia
- Leanne Best (en) : Dionne
- Dylan Brady : Joel
- Fleur Keith : Joan
- Akbar Kurtha : Samir
- Marcus Macleod : Stuart
- Laurent Maria : Carlo
- Pedro Minas : Oliver
- Matthias Moret : Jacopo
- David Nellist : Peter

## Production
Le film est réalisé par le Finlandais Mikko Mäkelä, qui a également écrit le scénario. Il s'agit de son deuxième long métrage après Entre les roseaux de 2017.